# Флагман флота 1-го ранга
Флагман флота 1-го ранга — воинское звание Морских Сил Рабоче-Крестьянской Красной Армии Союза ССР (МС РККА СССР) было введено Постановлением ЦИК СССР и СНК СССР от 22 сентября 1935 года, для Морских Сил РККА СССР утверждено постановлением Совета Народных Комиссаров СССР от 22 сентября 1935 года № 2591 и объявлено приказом Народного комиссара обороны от 26 сентября 1935 года № 144. Звание флагман флота 1-го ранга было отменено 7 мая 1940 года в связи с введением новых званий, утвержденных Указом Президиума Верховного Совета СССР «Об установлении воинских званий высшего командного состава Военно-Морского Флота».

## Присвоение звания[3]
- 20.11.1935 — Викторов, Михаил Владимирович — командующий Тихоокеанским флотом.
- 20.11.1935 — Орлов, Владимир Митрофанович — начальник Управления Морских сил РККА.